# Mistrzostwa Ameryki Północnej, Środkowej i Karaibów w Piłce Siatkowej Mężczyzn 2001
XVII Mistrzostwa Ameryki Północnej w piłce siatkowej mężczyzn odbyły w 2001 roku w miejscowości Bridgetown (Barbados). W mistrzostwach wystartowało 7 reprezentacji. Złoty medal po raz trzynasty w historii zdobyła reprezentacja Kuby.

## Klasyfikacja końcowa
| Miejsce | Reprezentacja     |
| ------- | ----------------- |
|         | Kuba              |
|         | Stany Zjednoczone |
|         | Kanada            |
| 4.      | Dominikana        |
| 5.      | Portoryko         |
| 6.      | Meksyk            |
| 7.      | Barbados          |